# Pietro Nascimbene
Pietro Nascimbene (Montalto Pavese, 22 febbraio 1930 – Borgoratto Mormorolo, 4 agosto 2022) è stato un ciclista su strada italiano, professionista dal 1953 al 1961.

## Carriera
Corse per la Legnano, l'Augustea, la Carpano e la Molteni. Le principali vittorie da professionista furono una tappa al Giro d'Italia 1956 e una tappa alla Parigi-Nizza 1958, corsa in cui vestì la maglia di leader della classifica generale per le prime quattro giornate.

## Palmarès
- 1953 (Legnano, due vittorie)

1ª tappa Giro dell'Umbria (Terni > Perugia)
Classifica generale Giro dell'Umbria
- 1954 (Legnano, due vittorie)

6ª tappa, 1ª semitappa Giro del Belgio indipendenti (Remouchamps > Virton, a cronometro)
6ª tappa, 2ª semitappa Giro del Belgio indipendenti (Houffalize > Virton)
- 1955 (Arbos, due vittorie)

10ª tappa Tour du Maroc (Port Lyautey > Casablanca)
7ª tappa Vuelta a Asturias (Mieres > Mieres)
- 1956 (Carpano, una vittoria)

13ª tappa Giro d'Italia (Grosseto > Livorno)
- 1958 (Carpano, una vittoria)

1ª tappa Parigi-Nizza (Parigi > Auxerre)

## Piazzamenti

### Grandi giri
- Giro d'Italia

1955: 70º
1956: 33º
1957: 60º
1959: ritirato
- Tour de France

1958: 34º
- Vuelta a España

1959: ritirato

### Classiche monumento
- Milano-Sanremo

1950: 93º
1954: 93º
1955: 74º
1956: 105º
1958: 10º
1959: 35º
- Parigi-Roubaix

1954: 43º
- Giro di Lombardia

1953: 33º
1955: 11º
1956: 55º
1959: 112º